# Brown County (Kansas)
Brown County is een county in de Amerikaanse staat Kansas.
De county heeft een landoppervlakte van 1.478 km² en telt 10.724 inwoners (volkstelling 2000). De hoofdplaats is Hiawatha.

## Bevolkingsontwikkeling

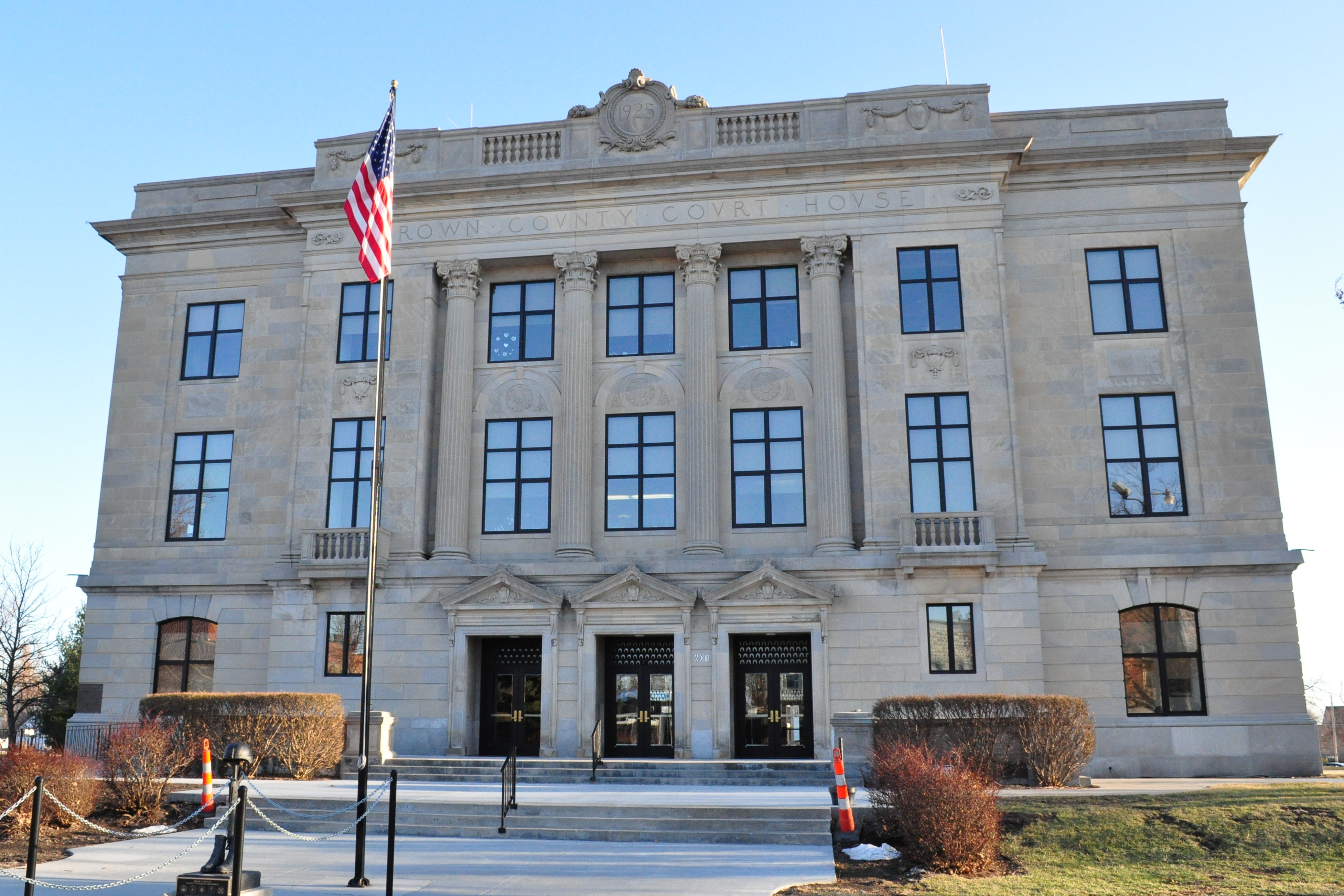
Brown County Courthouse